# Catedral de Bourges
A Catedral de Bourges ou, na sua forma portuguesa, de Burges (em Francês: Cathédrale Saint-Étienne) é uma catedral católica localizada na cidade de Bourges, na França. Considerada uma obra-prima de arquitetura gótica e sua fachada, de 40 metros da largura é a maior deste tipo. É dedicada a Santo Estêvão. Em 1992 foi inscrita como Patrimônio Mundial da UNESCO.

## História

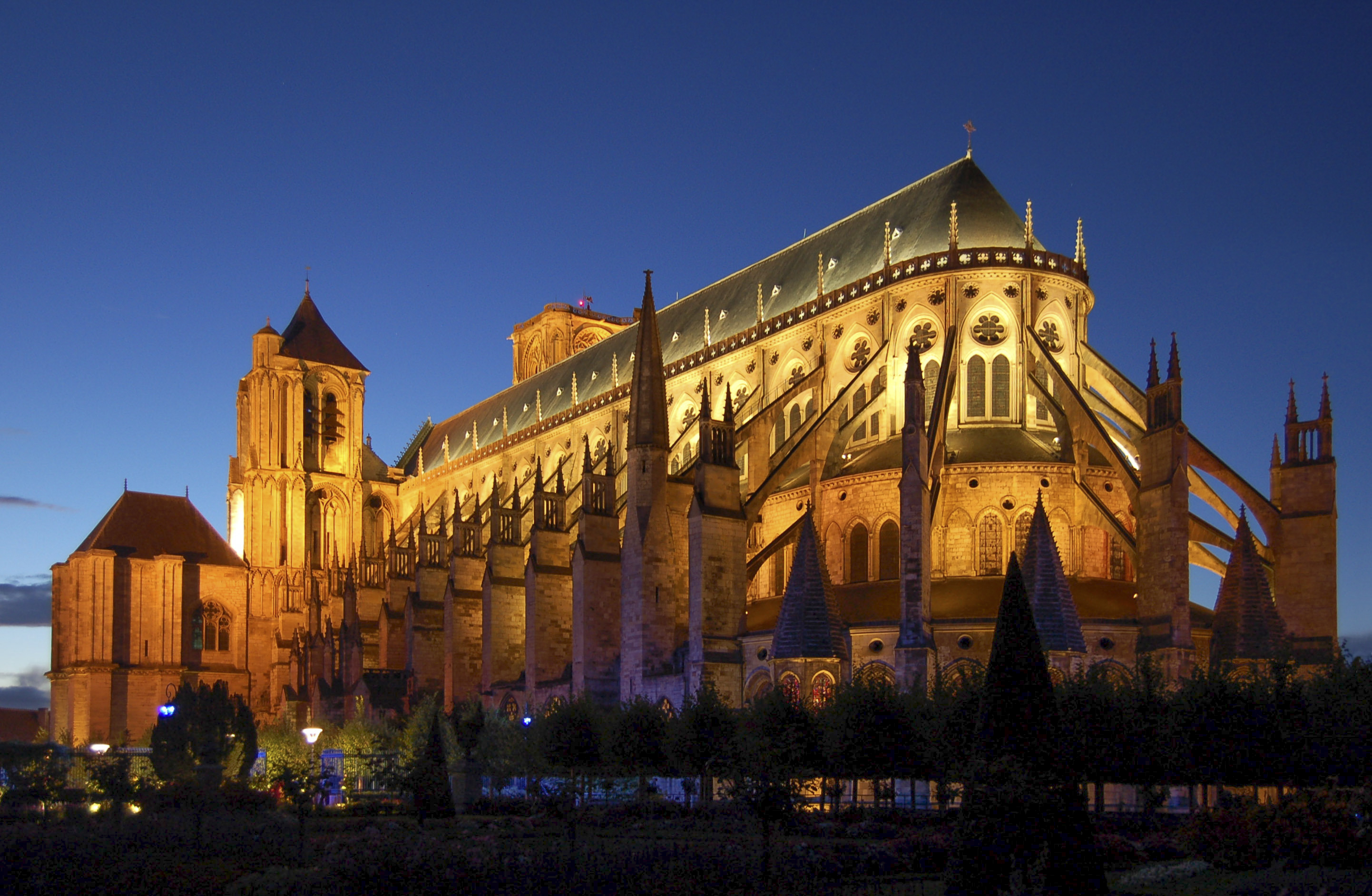
Catedral à noite

A construção da catedral iniciou-se em 1195, praticamente ao mesmo tempo com a Catedral de Chartres. O coro foi construído em 1214, a nave em 1225 e em 1250 a fachada foi terminada. A construção foi consagrada em 13 de maio de 1324.
Luis XI, em 1423 e Luís II de Bourbon-Condé em 1621 foram batizados na catedral.

## Dimensões e estrutura

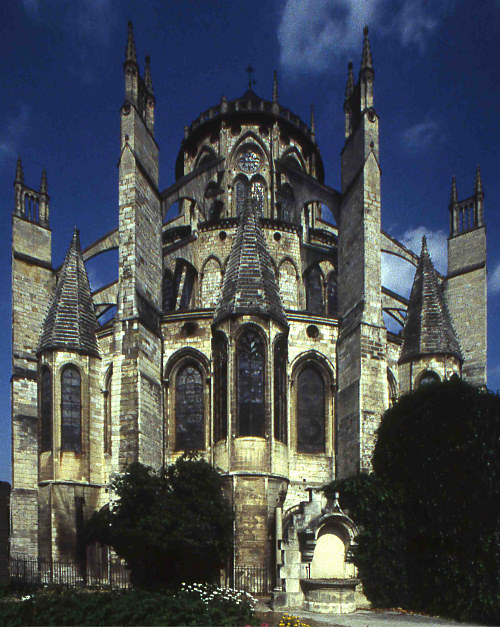
Fachada da catedral

A planta da catedral possui uma abside circular e sem transepto. Na fachada estão inseridos 5 portas de acesso, um para cada nave, e outros dois encontram-se na metade da nave mais externa. Cada porta é ornamentada por esculturas notáveis, sendo a mais famosa a que ilustra o juízo final.
Para conferir estabilidade à estrutura foram utilziados contrafortes potentes, mas como esta técnica era muito inovadora para a época, pode-se notar que as paredes da catedral são muito mais espessas do que deveriam.
Com exceção dos vitrais da capela, quase todos da zona absideal são os originais do Século XIII. A iconografia que transparece das figuras representadas nos vitrais é insólita, com uma tipologia e um simbolismo que criam mensagens simples teológicas: como por exemplo, eventos do Antigo Testamento nos episódios sobre a vida de Jesus Cristo e outros sobre o Apocalipse ou do Evangelho.